# Pieggatshokka
Pieggatshokka är en kulle i Finland. Den ligger i Utsjoki kommun i landskapet Lappland, i den norra delen av landet, 1 100 km norr om huvudstaden Helsingfors. Toppen på Pieggatshokka är 374 meter över havet. Pieggatshokka ingår i Paistunturit.
Terrängen runt Pieggatshokka är huvudsakligen kuperad, men söderut är den platt. Trakten runt Pieggatshokka är nära nog obefolkad, med mindre än två invånare per kvadratkilometer. Omgivningarna runt Pieggatshokka är i huvudsak ett öppet busklandskap.